# 힌지 손실
힌지 손실(Hinge loss)은 기계 학습에서 분류기를 훈련하는 데 사용되는 손실 함수이다. 힌지 손실은 "최대 마진" 분류에 사용되며, 특히 SVM(서포트 벡터 머신)에 사용된다.
의도한 출력이 t = ±1이면서 분류기 점수 y에 대해 예측 y의 힌지 손실은 다음과 같이 정의된다.
{\displaystyle \ell (y)=\max(0,1-t\cdot y)}
y는 예측된 클래스 레이블이 아니라 분류기 결정 함수의 "원시" 출력이어야 한다. 예를 들어 선형 SVM에서 y = w*x b이다. 여기서 (w,b)는 초평면의 매개변수이고 x는 입력 변수이다.